# Макатово
Макатово — деревня в Вичугском районе Ивановской области, входит в состав Сошниковского сельского поселения.

## География
Расположена на берегу реки Сеймна в 14 км на юго-восток от райцентра города Вичуги.

## История
В селе имелось 2 храма: каменный Воскресенский, построенный в 1822 году на средства прихожан, и деревянный, построенный в 1793 году и капитально ремонтированный в 1901 году. Колокольня и ограда была каменные. В каменном храме было 3 престола: а) во славу Воскресения Христова, б) Покрова Пресвятой Богородицы и в) иконы Божией Матери "Всех скорбящих Радость". В деревянном храме 2 престола: а) Рождества Иоанна Предтечи и б) святит. Николая Чудотворца. Деревянная церковь не сохранилась, а каменная действует и поныне (сейчас она относится к селу Сорокину).
В XIX — первой четверти XX века село являлось центром Макатовской волости Юрьевецкого уезда Костромской губернии, с 1918 года — Иваново-Вознесенской губернии.
С 1926 года село являлось центром Макатовского сельсовета Вичугского района Ивановской области, с 1974 года — в составе Зарубинского сельсовета, с 2005 года — в составе Сошниковского сельского поселения.

## Население
| 1872 | 1897 | 1907 | 2002 | 2010 |
| ---- | ---- | ---- | ---- | ---- |
| 131  | ↗132 | ↘109 | ↘32  | ↗36  |

## Достопримечательности
Рядом с деревней находится незамерзающий источник воды, который появился в 70-е годы прошлого века в связи с геологоразведкой подземных вод при подготовке к строительству горводопровода. Вода в источнике отличается прекрасными вкусовыми качествами, в связи с чем скважина пользуется популярностью у многих жителей Вичугского района.